# Esclarecidos
Esclarecidos fue un grupo pop español de Madrid que estuvieron activos en los años 80 y 90 del siglo XX. Sus principales integrantes, entre otros, fueron Cristina Lliso (voz), Alfonso Pérez (batería y letras), Nacho Lliso (saxofón) y Coyán Manzano (bajo). 
Se unieron a los miembros de Décima Víctima para fundar el sello discográfico independiente Grabaciones Accidentales (GASA), con el que editaron sus propios trabajos y, además, los de grupos y artistas destacados de la época como Duncan Dhu, Los Burros, Corcobado u Os Resentidos.
En 1997, tras la ruptura definitiva de la formación, Cristina Lliso, su marido Alfonso Pérez y Suso Saiz comenzaron su propio proyecto musical con el nombre de Lliso, de estilo marcadamente vanguardista, caracterizado por su inclinación hacia ritmos electrónicos y letras surrealistas.

## Discografía
Forman la obra completa original del grupo dos sencillos iniciales —que no han sido aún reeditados—, siete discos de estudio y dos recopilatorios. El siguiente listado detalla los sencillos extraídos de cada álbum.
- - Música para convenios colectivos (GASA, 1982)
  - Pánico en la convención (GASA, 1982)
- Esclarecidos (GASA, 1983)
  - Manila girls / Chop-Suey (GASA, 1983)
- Esclarecidos 2 (GASA, 1985)
  - Arponera / Cuestionario (GASA, 1984)
  - Bajo la nieve / En plan velas II (GASA, 1985)
  - Miles, Miles, Miles (GASA GA-071, 1986)
- Por amor al comercio (GASA, 1987)
  - Unas congas y un café / Estás acabado (GASA, 1987)
  - Apostar / El periódico (GASA, 1987)
  - Por amor al comercio / ¿Cual es la diferencia? (GASA, 1988)
- De espaldas a ti (GASA, 1989)
  - El club de los inocentes / ¿Por qué? (GASA, 1989)
  - Tucán / Las hormigas (GASA, 1989)
  - Una sorpresa / No me acaricies (GASA, 1989)
  - Muérdeme la espalda / Cita en Igueldo (GASA, 1990)
- Rojo (GASA, 1991)
  - No hay nada como tú (Soberbia) (GASA, 1991)
  - Rojos / La cena / La vela (GASA, 1991)
  - El tren azul (GASA, 1992)
- Un agujero en el cielo (Recopilatorio. GASA, 1993)
  - Tucán (GASA, 1993) 
  - Cielo (Heaven) (GASA, 1993)
  - Un agujero en el cielo (GASA, 1994)
- Dragón negro (GASA, 1994)
  - Y subimos (DRO, 1994)
  - La mala rosa (DRO, 1994)
  - El detalle (DRO, 1994)
  - Hay (DRO, 1994)
  - No quiero (DRO, 1994)
- La fuerza de los débiles (GASA, 1996)
  - Un instante (DRO, 1996)
  - El sabor de su aire (DRO, 1996)
- 5658 (Recopilatorio. DRO, 1997)